# ВМРО — Болгарское национальное движение
ВМРО — Болгарское национальное движение (болг. ВМРО - Българско национално движение) — политическая партия в Болгарии (сокращённо ВМРО-БНД (болг. ВМРО-БНД)).
Партия создана в 1989 году, занимает националистическую позицию. На выборах 2001 не получила ни одного места в парламенте.
Принимала участие в выборах 2005 года в составе коалиции Болгарский народный союз (болг. Български народен съюз).
Аббревиатура ВМРО происходит от исторической Внутренней македонской революционной организации, преемницей которой ВМРО - БНД считает себя. Лидерами партии являются Ангел Джамбазки, Искрен Веселинов, Александр Сиди. Штаб-квартира партии находится в Доме культуры Македонии на улице Пироцкой № 5 в Софии.

## Выборы
На выборах вошла в состав ББЦ , список ББЦ получил 10 % голосов, и член партии получил одно место в Европарламенте. На парламентских выборах в 2014 году участвовала в составе блока Патриотический фронт, который получил 19 мест, из них у ВМОРО — 8 мест. На президентских выборах 2016 года кандидат ВМОРО занял третье место и получил около 15 % голосов избирателей. На выборах 2017 года участник блока Объединенные патриоты, занявшего третье место на выборах.

## Экономические взгляды
Партия декларирует повышение экономической свободы за счет снижения административных барьеров для бизнеса, достижения баланса между государством и бизнесом, развитие экономики, основанной на знаниях. Снижение налогов – например, снижение страховой нагрузки, а также налоговые преференции для значительных инвестиций.

## ВМРО — СМО (1989—1999)
В 1989 году, с началом демократизации Болгарии, активизировались культурно-просветительские клубы «Гоце Делчев» в Софии и Варне. Они являются правопреемниками Союза македонских эмигрантских организаций, культурно-просветительской и общественной организации македонских болгар в Королевстве Болгария, распущенной вскоре после переворота 9 сентября 1944 года. К концу года были созданы дискуссионный клуб «Вардар» в Благоевграде, македонско-болгарское общество «Тодор Александров» в Петриче, общества в Велико Тырново, Пловдиве, Гоце Делчеве и др., в которых приняли участие 23 общества. на Восстановительном конгрессе Союза македонских культурных и просветительских обществ в Болгарии. Он прошел 5 января 1990 года в Доме культуры Македонии в Софии, председателем организации был избран Димитар Гоцев, его заместителями — Стоян Бояджиев и Христо Тенев, а секретарями — Евгений Еков и Красимир Каракачанов.
16 декабря 1990 г. состоялся Первый Очередной Конгресс Союза македонских культурно-просветительских обществ, на котором название организации было изменено на ВМРО — Союз македонских обществ (ВМРО — СМО). Было решено, что, помимо образовательной и культурной деятельности, общество также будет оказывать влияние на политическую жизнь Болгарии, сыграв роль в признании независимости Республики Македония. В 1994 году по предвыборному соглашению Анатолий Величков и Евгений Еков были избраны депутатами по списку Союза демократических сил. На третьем подряд съезде организации, состоявшемся 24-25 марта 1995 г. в Кюстендиле, было избрано руководство в составе Красимира Каракачанова, Райны Дранговой и Евгения Екова. В период с 1992 по 1995 год Стоян Бояджиев был председателем организации, а затем ее почетным председателем.
15-16 февраля 1997 года в Петриче состоялся четвертый съезд ВМРО — СМО. Красимир Каракачанов был избран единоличным председателем организации, а Райна Дрангова и Валентин Китанов — его заместителями. Иван Татарчев был избран почетным председателем. На выборах того же года Красимир Каракачанов и Анатолий Величков были избраны депутатами от списка ОДС. ВМРО-СМО реорганизуется в общеболгарскую национальную организацию, из-за чего в ВМРО-СМО откалывается несогласная с политикой группа. В 1999 г. дополнение «Союз македонских обществ» было исключено из названия организации, заменено на «Болгарское национальное движение» (ВМРО — БНД) — как уже зарегистрированная политическая партия. В 2000 г. в ВМРО выделилась еще одна группа организации — БДД. В Пазарджике зарегистрирован фонд «ВМРО», в который входит имущество бывших македонских компаний. Это вызвало широкие дискуссии о том, является ли такое основание законным и моральным. В 2001 г. от организации отделилась Софийская молодежная организация, возглавляемая Анатолием Величковым.
В период 1990—1999 гг. ВМРО — СМО активно участвовала в общественной жизни Болгарии. В мае 1991 года в Благоевграде прошел Второй Великий македонский собор, на котором присутствовали активисты и сторонники дела Македонии из Болгарии, Вардара и Эгейской Македонии, а также члены Македонской патриотической организации из США, Канады и Бразилии. По инициативе ВМРО — ЮМО в Кюстендиле восстановлен памятник Тодору Александрову, разрушенному коммунистами — руководителю Организации в период 1911—1924 гг. Его могила в Пиринских горах, над селом Сугарево, Мельнишко, также был восстановлен. Установлены связи с родственными организациями в Республике Македонии, такими как ВМРО — Татовинска Димитара Црномарова и ВМРО — Охрид Владимира Паунковского. В 1990 году ВМРО-СМО выпустила декларацию в поддержку независимости Республики Македонии и ее выхода из Югославской Федерации. В 1993 г. ВМРО-СМО организовала акцию протеста против вручения верительных грамот послу США в Болгарии г-ну Уильяму Монтгомери, заявившему, что хотел бы изменить болгарскую конституцию и признать «македонское меньшинство» в Болгарии. Печатным органом ВМРО-СМО является газета «Македония».

## ВМРО - БНД (с 1999)
На местных выборах в 1999 году ВМРО удалось получить места мэров в муниципалитетах Стамболийски, Своге, Элин Пелин, Бяла. Кандидаты в мэры от ВМРО в Пловдиве, Кюстендиле, Благоевграде, Стара-Загоре, Велико Тырново и других добиваются успеха. 123 представителя Организации избраны муниципальными советниками. Председатели муниципальных советов в Благоевграде и Кюстендиле являются членами ВМРО. Из общего числа проголосовавших 867 464 человек (в местах, где ВМРО участвовала самостоятельно) Организация получила 51 333 голоса, что составляет 5,92%.
На парламентских выборах 2001 года ВМРО участвовала в коалиции с движением «Гергеовден», добившись результата 3,63%. «ВМРО-БНД» участвовала в парламентских выборах 2005 года в составе Коалиции «Болгарский народный союз» и в качестве парламентской представительной силы имеет пять депутатов в XL Национальном Собрании. В июне 2007 года «ВМРО-БНД» предложила поправку к закону о выборах, которая предусматривала введение обязательного голосования и образовательного ценза (законченное начальное образование) для имеющих право голоса. В 2008 году вместе с «ЛИДЕРОМ» и «Союзом аграрных народов» сформировали коалиционное движение «Вперед», которое развалилось и вместо этого вошло в коалицию с «Порядком, Законностью и Справедливостью», но не отправило своих депутатов на парламентские выборы 2009 года. В 2010 году на очередном съезде «Вера, Нравственность, Патриотизм, Ответственность — национальный идеал единства» откололась от ВМРО. Впоследствии, в 2012 году, «Вера, нравственность, патриотизм, ответственность – национальный идеал единства» был переименован в «Национальный идеал единства».
17 апреля 2011 года Свидетели Иеговы собрались, чтобы отпраздновать Вечерю воспоминания смерти Иисуса Христа (в г.Бургас). Враждебно настроенная толпа из 60 человек под предводительством Георги Дракалиева, лидера ВМРО, напала на мирных верующих, причинив им телесные повреждения. Свидетели обратились в суд. В конце концов дело дошло до Верховного суда. 20 марта 2019 года суд признал Дракалиева виновным и обязал его выплатить Свидетелям Иеговы денежную компенсацию.
На президентских выборах 2011 года «ВМРО - БНД» выдвинула кандидатом своего лидера Красимира Каракачанова, который получил 33 236 голосов (0,99%). На состоявшихся в то же время местных выборах кандидат от партии Пенчо Чанев был переизбран мэром муниципалитета Златарица. «ВМРО-БНД» участвует в различных коалициях, чьи кандидаты также побеждают в муниципалитетах Криводол, Мирково, Симитли и Струмяны.
5 сентября 2012 года партия направила открытое письмо, адресованное всем патриотическим партиям и общественным организациям страны, с призывом к национальному объединению в единый патриотический союз перед предстоящими парламентскими выборами 2013 года.
На выборах народных избранников, состоявшихся 12 мая 2013 года, «ВМРО - БНД» набрала 66 803 голоса или 1,88% от числа имеющих право голоса.
На выборах в Европарламент 2014 партия входила в коалицию «Болгария без цензуры-Гергеовден-ЗНС-ВМРО». Коалиция набрала 10,65% и 2 места для депутатов Европарламента, Николая Барекова от «Болгарии без цензуры» и зампреда «ВМРО-БНД» Ангела Джамбазки.
18 июля 2014 года «НФСБ» пригласил «ВМРО-БНД» вступить в союз «Патриотический фронт». 3 августа 2014 г. подписано коалиционное соглашение на досрочные выборы 5 октября 2014 г. В него также входят партии и организации «ГОРД», «НИЭ», «СИК», объединение «Патриот», «Вся Болгария», «Национальное движение БГ патриот», Союз патриотических сил «Оборона», Национальное объединение Армии резерва «Во славу Пагона», «Национальное движение за спасение Отечества», «Национально-демократическая партия», «Свобода». и «Возрождение Отечества».
В 2021 году Объединенные патриоты распались после того, как ВМРО — Болгарское национальное движение выразило желание остаться в одиночестве на парламентских выборах.

## Символы
- Флаг - прямоугольной формы, разделенный на две равные части, причем верхняя часть красного цвета, а нижняя - черного цвета и с золотой надписью посередине ВМРО.
- Герб в форме щита, разделенный на красную верхнюю часть и черную нижнюю часть, с золотой каймой на конце и золотым львом в короне, обращенным вправо геральдически, расположенным посередине.
- Печать круглая с надписью ВМРО посередине и Болгарским национальным движением по окружности.
- Официальный выходной – 23 октября.
- Девиз - «Единство и сила».
- ВМРО имеет почетный знак, значки и почетные списки, которыми награждает за заслуги перед Болгарией и Организацией.
- Гимн - Рассвет свободы восходит en:March of the Macedonian Revolutionaries.

## Клятва ВМРО-БНД
Клянусь Богом, верой и своей честью, что буду бороться до своей смерти за свободу, благополучие болгар Мизии, Фракии и Македонии и что буду защищать болгарщину повсюду, где она в опасности! Не предам ни словом, ни действием идеи организации и не выдам доверенные мне тайны.
В противном случае да буду наказан, как повелевает традиция ВМРО!
Да здравствует Болгария! Клянусь!